# ايمانويل فوستر
ايمانويل فوستر (بالإنجليزية: Emmanuel Foster)‏ (4 ديسمبر 1921 بستوك أون ترينت في المملكة المتحدة - 1 يناير 1965) هو لاعب كرة قدم بريطاني (وحمل سابقاً جنسية المملكة المتحدة لبريطانيا العظمى وأيرلندا) في مركز حراسة المرمى. لعب مع ستوك سيتي وستافورد رينجرز.